# 浦野敬
浦野 敬（うらの けい）は、大正・昭和期の日本の歌人。

## 人物
栃木県安蘇郡佐野町生まれ。1916年東京高等商業学校（現一橋大学）本科卒業。1927年に高商同期の大熊信行が創刊した「まるめら」の同人となった。
1928年に結成された新興歌人連盟を、浅野順一、伊澤信平、坪野哲久、渡辺順三、大塚金之助らと、雑誌問題で脱退し、無産者歌人連盟を結成。
1931年飯田町立飯田商業学校長。1935年佐賀県立佐賀商業学校長。1942年紀元二千六百年祝典記念章受章。1944年退職、叙正五位。第二次世界大戦後は、新日本歌人協会に参加した。

## 親族
小説家の澁澤龍彦は甥。